# Diecezja El Banco
Diecezja El Banco (łac. Dioecesis Bancoënsis, hisz. Diócesis de El Banco) – rzymskokatolicka diecezja w Kolumbii. Jest sufraganią archidiecezji Barranquilla.

## Historia
Diecezja została erygowana 17 stycznia 2006 roku przez papieża Benedykta XVI mocą konstytucji apostolskiej Munus Nostrum. Dotychczas wierni z tych terenów należeli do diecezji Santa Marta i diecezji Valledupar.

Mapa diecezji

## Ordynariusze
- Jaime Duque Correa MXY (2006 - 2013)
- Luis Gabriel Ramírez Díaz (2014 - 2021)
- Dimas Antonio Acuña Jiménez (od 2024)